# Улица Лобачика (Белоостров)
Улица Лоба́чика — улица в Курортном районе Санкт-Петербурга (Белоостров). Проходит от Александровского шоссе (на западе) до Лесной улицы (на востоке). Протяжённость  — 341 м.

## История
Хвойная улица была переименована 14 апреля 1975 года в честь И. П. Лобачика, погибшего в сентябре 1941 года в Белоострове.

## Транспорт
Ближайшая железнодорожная платформа: Белоостров.
Автобусные маршруты: 494 (по Александровскому шоссе)

## Пересечения
- Александровское шоссе
- Парголовская улица
- Вокзальная улица